# Симон Холцнагел
Симон Холцнагел (на английски: Simone Holtznagel) е австралийски модел.

## Биография
Холцнагел е родена на 11 юли 1993 г. в Уулонгонг. Става известна с появата си в „Следващият топмодел на Австралия“.
През октомври 2011 г. Симон става подгласничка на „Топмодел на Австралия, част 7“ на финала, проведен в Операта в Сидни.
След като участва в „Следващият топ модел на Австралия“, Симон участва в кампании и става рекламно лице на марки като „Брас Ен Найтс“, „Плейбой“ и „Гес“.